# Södra Rådom
Södra Rådom, även Södra Råum, är en by i Nyeds socken i Karlstads kommun i Värmland. Södra Rådom ligger en bit nordost om Karlstad, nära Molkom mellan Forshaga, Munkfors och Filipstad. Norr om Södra Rådom finns Norra Rådom. 